# Victoriabaai
Victoriabaai è una località costiera sudafricana situata nella municipalità distrettuale di Eden nella provincia del Capo Occidentale.

## Geografia fisica
Il piccolo centro è una località balneare situata a pochi chilometri a sud-est della città di George. Affacciata su una cala dell'oceano Indiano, Victoriabaai è una popolare meta per praticare il surf.